# Trey Azagthoth
Trey Azagthoth, vero nome George Emmanuel III (Bellingham, 26 marzo 1965), è un chitarrista statunitense, fondatore della death metal band Morbid Angel.
Unico membro fisso dei Morbid Angel, è ritenuto uno dei chitarristi più influenti del genere al pari di Chuck Schuldiner.

## Discografia

### Album in studio
- 1989 - Altars of Madness (ristampato nel 2003)
- 1991 - Blessed Are the Sick (ristampato nel 2003)
- 1993 - Covenant
- 1995 - Domination
- 1998 - Formulas Fatal to the Flesh
- 2000 - Gateways to Annihilation
- 2003 - Heretic
- 2011 - Illud Divinum Insanus

### Album dal vivo
- 1996 - Entangled in Chaos
- 2015 - Juvenilia

### Raccolte
- 2016 - The Best of Morbid Angel

#### Album di remix
- 2012 - Illud Divinum Insanus - The Remixes

### EP
- 1994 - Laibach Remixes

### Singoli
- 2011 - Nevermore

### Demo
- 1986 - Scream Forth Blasphemies
- 1986 - Bleed for the Devil
- 1987 - Thy Kingdom Come
- 1991 - Abominations of Desolation